# Механобрчормет
Механобрчормет (Акціонерне товариство «НАУКОВО-ДОСЛІДНИЙ І ПРОЕКТНИЙ ІНСТИТУТ ЗІ ЗБАГАЧЕННЯ ТА АГЛОМЕРАЦІЇ РУД ЧОРНИХ МЕТАЛІВ „МЕХАНОБРЧОРМЕТ“») — великий науково-технічний центр, головна спеціалізована організація з переробки мінеральної сировини України.

## Загальний опис
Інститут розташований у центрі Криворізького залізорудного басейну і тісно пов'язаний з його збагачувальними та агломераційними підприємствами. Інститут займав провідне становище у галузі збагачення металевих корисних копалин СРСР.
У своєму розпорядженні Механобрчормет має обладнані лабораторії та дослідне виробництво для забезпечення випробувань технологій та обладнання, що розробляються, в напівпромислових умовах. Його дослідники, конструктори та проектувальники мають досвід розробки технологій та обладнання для збагачення мінеральної сировини та грудкування концентратів, досвід у проектуванні промислових підприємств. Багато розробок НДІ оригінальні за своїм науково-технічним рішенням і не мають аналогів у вітчизняній практиці. Інститут підтримує зв'язки з іншими гірничорудними районами України (Нікополь, Марганець, Кременчук), по яких виконував роботи.
За проектами Механобрчормета побудовано підприємства, що виробляють близько 75 % усієї залізорудної продукції та 98,5 % марганцеворудної продукції пострадянського простору. За проектами було побудовано нові збагачувальні фабрики ЦентрГЗК, ІнГЗК та ПівнГЗК, розширено діючі фабрики ПівнГЗК та НКГЗК у Кривому Розі.

## Діяльність інституту
- Аналіз речовинного складу мінеральної сировини;
- Розробка магнітних, гравітаційних, флотаційних, спеціальних технологій переробки мінеральної сировини;
- Випробування розроблюваних технологій у напівпромислових умовах;
- Вибір та розробка технологічного обладнання, виготовлення експериментальних зразків;
- Комплексне проектування промислових об'єктів;
- Авторський нагляд під час будівництва та введення в експлуатацію об'єктів.

"Механобрчермет" має державні ліцензії та свідоцтва. В інституті введена система управління якістю за стандартами ISO 9001-2009, діє наукова бібліотека.

## Інтернет-ресурси
- Официальный сайт института.
- Механобрчермет на сайте Исполкома Долгинцевского районного в городе Кривом Роге совета.(укр.)
- Механобрчермет на сайте Торгово-промышленной палаты Украины.